# War (album)
 For alternative betydninger, se War. (Se også artikler, som begynder med War)
War er det tredje studiealbum fra den irske rockgruppe U2. Det blev udgivet 28. februar 1983 på pladeselskabet Island Records.

## Singler
1. "New Year's Day" udgivet i januar, 1983
2. "Two Hearts Beat as One" udgivet i marts, 1983
3. "Sunday Bloody Sunday" udgivet i marts, 1983
4. ""40"" (How Long)" udgivet i august, 1983 (kun i Tyskland)

## Turne
I december 1982 startede U2's "Pre-War"-turne, og den sluttede først efter at turneen "War tour" var begyndt. Turneen havde fem dele, fandt sted i Europa, Nordamerika, og Japan, og der blev spillet 110 koncerter. Der blev også udgivet U2's første video: "U2 Live from Red Rocks: Under a Blood Red Sky", som var optaget ved en koncert i Colorado. Livealbummet Under a Blood Red Sky blev også udgivet, og den indeholdt én single, "I Will Follow (Live from West Germany)", udgivet i Tyskland. Titlen Under a Blood Red Sky kommer fra teksten til sangen "New Year's Day". U2 spillede én koncert i Danmark, den 14. december 1982.
Turneen sluttede 30. november 1983.

## Trackliste
Alle numre er skrevet og komponeret af U2.
| 1. | "Sunday Bloody Sunday" | 4:38 |
| 2. | "Seconds"              | 3:09 |
| 3. | "New Year's Day"       | 5:38 |
| 4. | "Like a Song..."       | 4:48 |
| 5. | "Drowning Man"         | 4:12 |

| Side B | Side B                   | Side B | Side B | Side B | Side B | Side B | Side B | Side B | Side B |
| #      | Titel                    | Længde |        |        |        |        |        |        |        |
| ------ | ------------------------ | ------ | ------ | ------ | ------ | ------ | ------ | ------ | ------ |
| 1.     | "The Refugee"            | 3:40   |        |        |        |        |        |        |        |
| 2.     | "Two Hearts Beat as One" | 4:00   |        |        |        |        |        |        |        |
| 3.     | "Red Light"              | 3:46   |        |        |        |        |        |        |        |
| 4.     | "Surrender"              | 5:34   |        |        |        |        |        |        |        |
| 5.     | "40""                    | 2:36   |        |        |        |        |        |        |        |
| 42:03  |                          |        |        |        |        |        |        |        |        |

## 25 års jubilæum
I juli 2008 blev War udgivet som jubilæumsudgave i tre formater: Albummet på standard-cd, albummet med bonus-cd og en bog på 36 sider samt albummet på vinyl.
| Bonus-cd | Bonus-cd                                                                                              | Bonus-cd                                                     | Bonus-cd | Bonus-cd | Bonus-cd | Bonus-cd | Bonus-cd | Bonus-cd | Bonus-cd |
| #        | Titel                                                                                                 | Originalt udgivet                                            | Længde   |          |          |          |          |          |          |
| -------- | --- | ------------------------------------------------------------ | -------- | -------- | -------- | -------- | -------- | -------- | -------- |
| 1.       | "Endless Deep"                                                                                        | "Sunday Bloody Sunday" og "Two Hearts Beat As One" singlerne | 2:58     |          |          |          |          |          |          |
| 2.       | "Angels Too Tied to the Ground"                                                                       |                                                              | 3:34     |          |          |          |          |          |          |
| 3.       | "New Year's Day" (7" Single Edit)                                                                     | "New Year's Day" single                                      | 3:56     |          |          |          |          |          |          |
| 4.       | "New Year's Day" (USA Remix)                                                                          | "Two Hearts Beat as One" single                              | 4:31     |          |          |          |          |          |          |
| 5.       | "New Year's Day" (Ferry Corsten Extended Vocal Mix)                                                   | "New Year's Dub 2000" promo-single                           | 9:42     |          |          |          |          |          |          |
| 6.       | "New Year's Day" (Ferry Corsten Vocal Radio Mix)                                                      | "New Year's Dub 2000" promo-single                           | 4:37     |          |          |          |          |          |          |
| 7.       | "Two Hearts Beat as One" (Long Mix)                                                                   | "Two Hearts Beat as One" promo-single                        | 5:45     |          |          |          |          |          |          |
| 8.       | "Two Hearts Beat as One" (USA Mix)                                                                    | "Two Hearts Beat as One" single                              | 4:24     |          |          |          |          |          |          |
| 9.       | "Two Hearts Beat as One" (Club Version)                                                               | "Two Hearts Beat as One" single                              | 5:43     |          |          |          |          |          |          |
| 10.      | "Treasure (Whatever Happened to Pete the Chop?)"                                                      | "New Year's Day" single                                      | 3:24     |          |          |          |          |          |          |
| 11.      | "I Threw a Brick Through a Window" / "A Day Without Me" (Live from Weachter, Belgium, July 4th, 1982) | "New Year's Day" single                                      | 6:58     |          |          |          |          |          |          |
| 12.      | "Fire" (Live from Weachter, Belgium, July 4th, 1982)                                                  | "New Year's Day" single                                      | 3:46     |          |          |          |          |          |          |
| 59:21    | |                                                              |          |          |          |          |          |          |          |